# シグモイデオミケス科
シグモイデオミケス科 (Sigmoideomycetaceae) はトリモチカビ目 (Zoopagales) に所属するカビの1群である。菌寄生性であり、複雑に分枝した胞子嚢柄に頂嚢を生じ、その表面に分生子様の胞子を多数つける。4属が知られるが、いずれもごく希少なものであり、またいずれもがなかなかに数奇な運命を持っている。

## 特徴
胞子形成部は多核体で、後に隔壁を生じる。長い柄で基質から立ち上がるか、あるいは柄がない。胞子形成枝は二叉分枝を繰り返す枝がコイル状に巻き、先端は不実の棘で終わる。各分枝の基部の細胞は柄のある胞子形成部を生じ、先端の膨らみの表面に胞子を形成する。胞子は単胞子の小胞子嚢であり、その表面には細かな棘がある。他の菌に寄生するものである。
上記は本科が建てられたときの定義である。ただしこの後に追加が提案された Sphondylocepalum は不実の棘を形成しないようなので、修正が求められることとなろう。

## 性質
本科の菌類はいずれも菌寄生菌と考えられる。後述のように研究史の初期において培養が行えず、研究が進まなかった理由の1つもこれによる。もっとも接合菌類(とされてきた菌群)には同様に菌寄生性の群は他にもあり、それらはほとんどが接合菌を寄生の対象として選び、宿主と一緒に培養する2員培養という方法が用いられ、それによって研究が行われた中、本群ではそれも出来ていなかった。Benny et al.(1992)はひとまずそれら他の菌寄生菌と同じような性質を持つと仮定し、それらの菌を培養する際の宿主として標準的に用いられてきたコケロミケス Cokelomyces を宿主とすることで培養に成功した。のちにサムノケファリスについてはハエカビ目の菌であるバシジオボルス Basidiobolus に寄生することが発見された。その後に Sphondylocepalum もこの菌に寄生することが確かめられたが、これはむしろこの菌が本科に所属すべきものとの判断の下、バシジオボルスの生育する基質を狙って探し当てたものであった。
本科に所属する菌はいずれも発見例がごく少なく、原記載以降に記録がないものも多い。その中でサムノケファリスのタイプ種は北アメリカで発見され、後に中国で見つかり、また Sphondylocepalum もやはり北アメリカで発見され、後に日本で見つかっていることから、分布域そのものは狭いものではない可能性がある。

## 下位分類

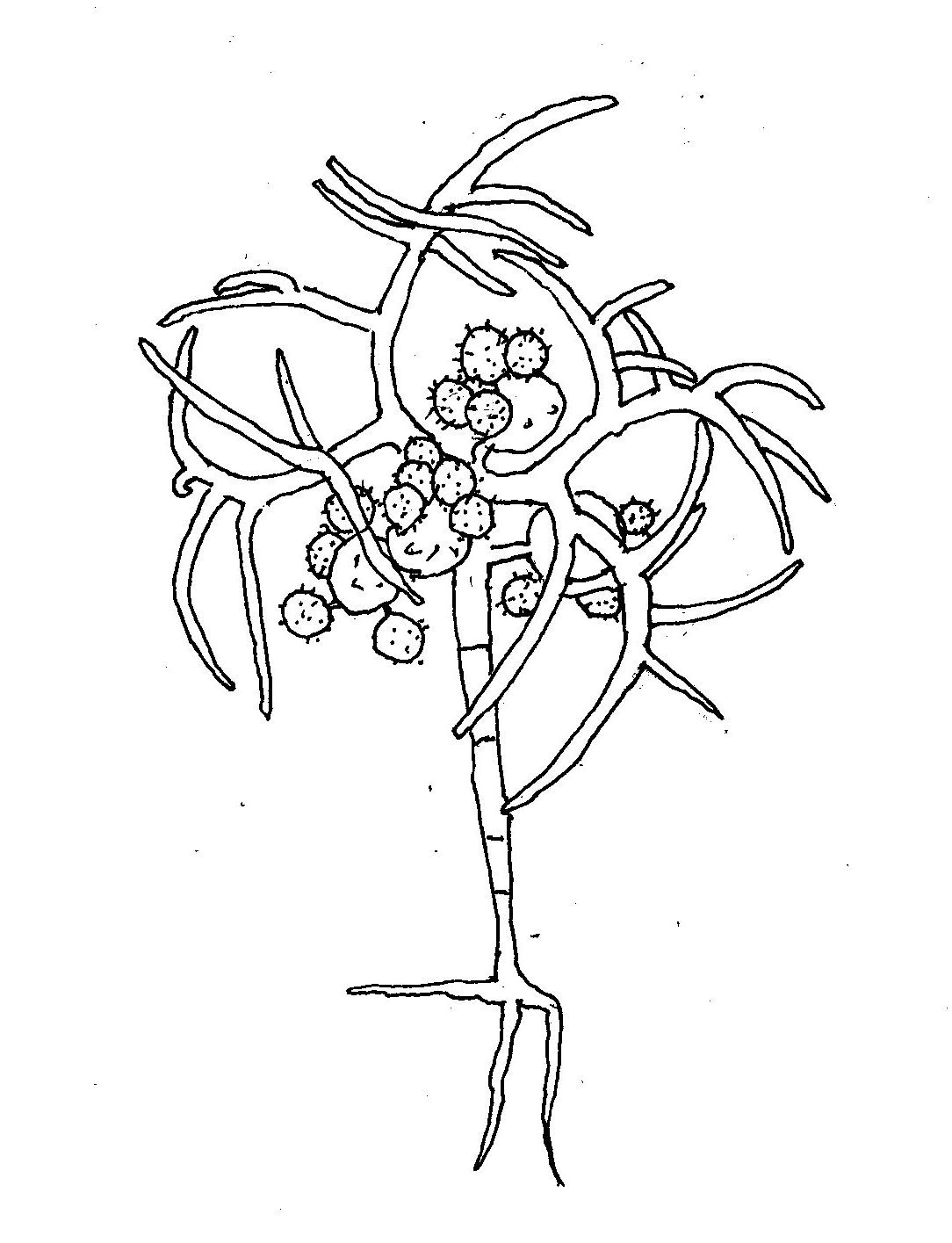
シグモイデオミケスの胞子形成部全体図 直立する柄は短い。
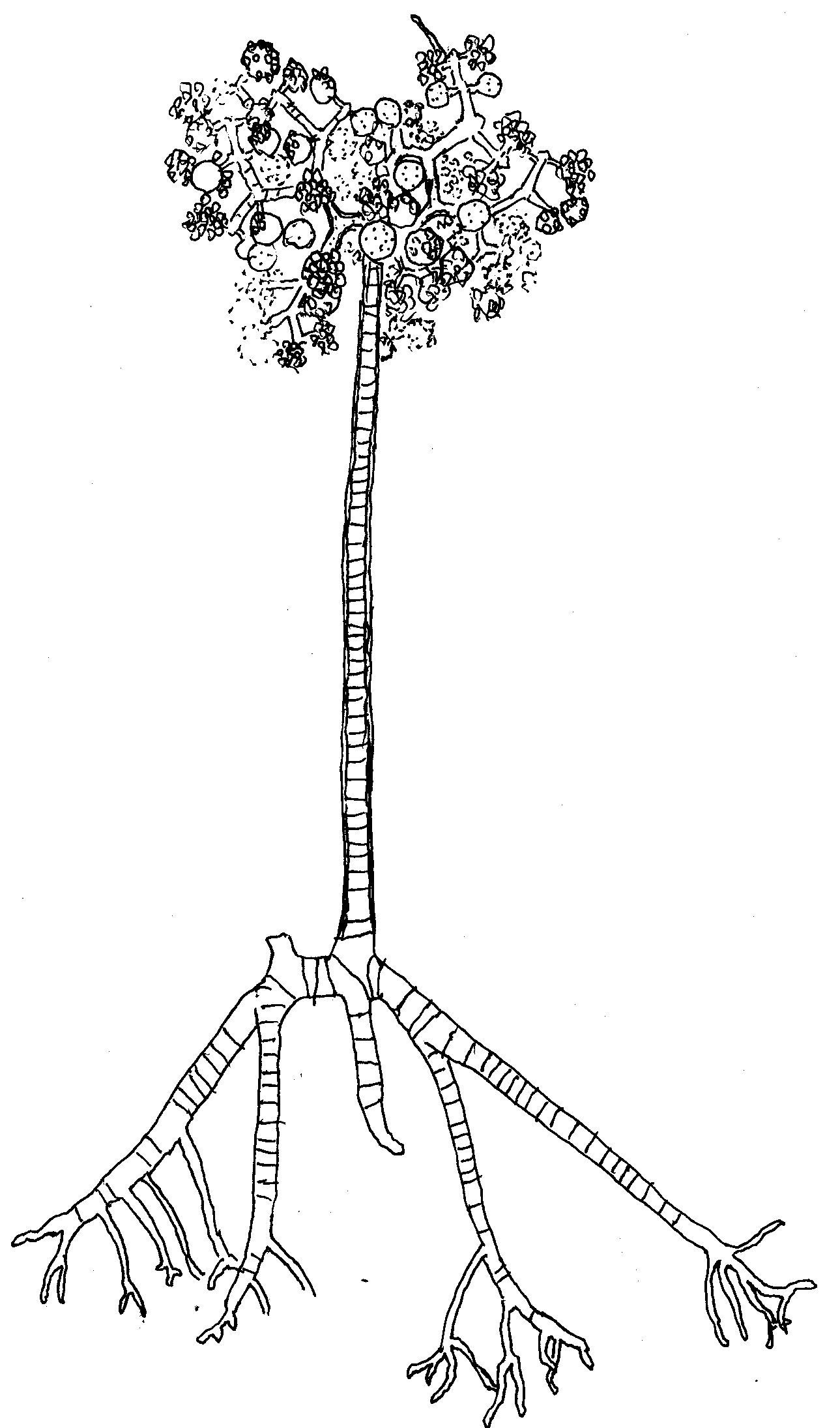
サムノケファリスの胞子形成部全体図 直立する長い柄がある。
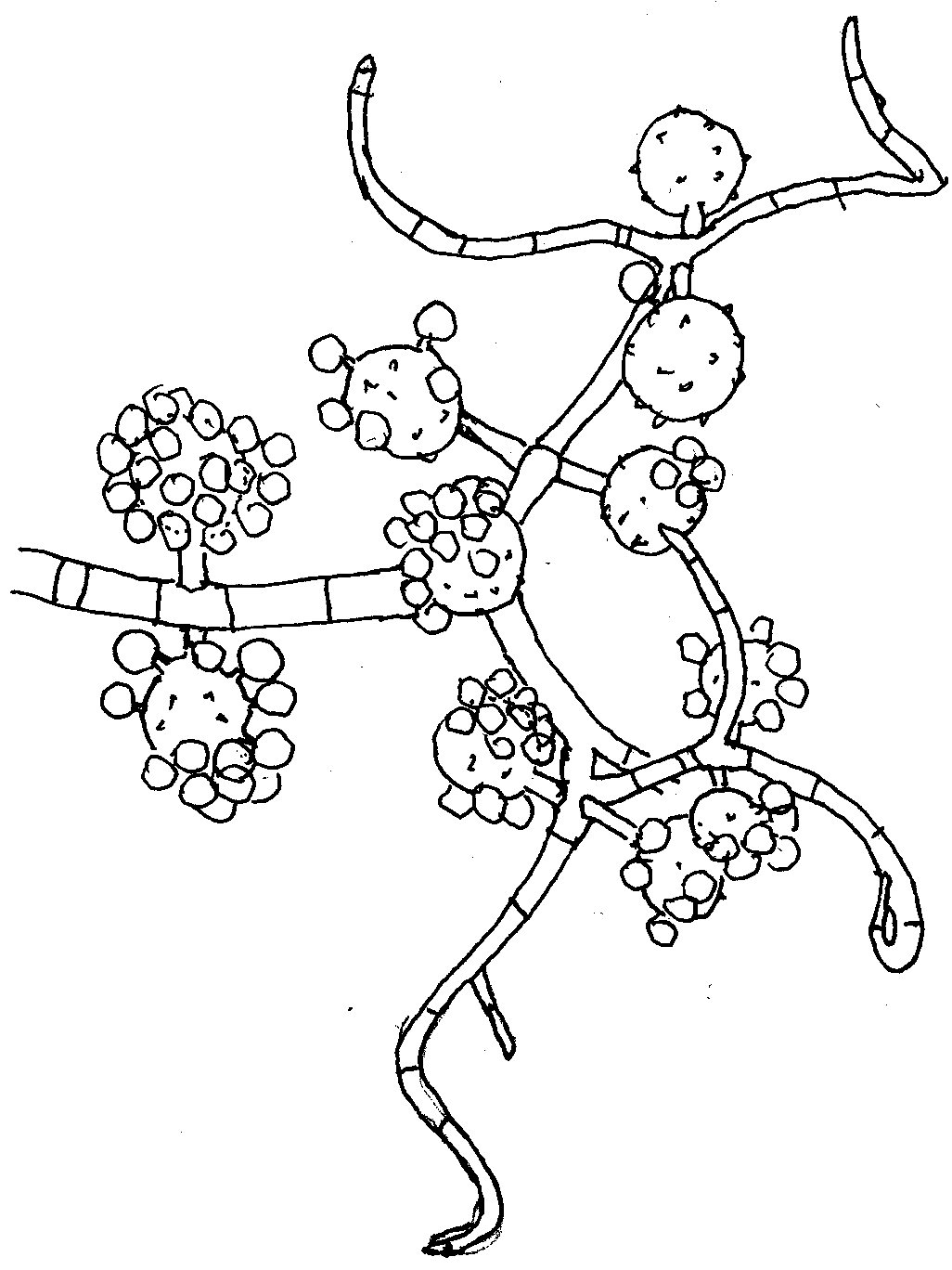
同、胞子形成枝の一部

Benny et al.(1992)が本科を記載したときにこの科のものとして認められたのは以下の3属であった。
- Reticulocephalis
- Sigmoideomyces
- Thamnocephalis　サムノケファリス

このうち後二者は古くに記載されていたもので、最初の1つは新科の記載と同時に新属新種として記載されたものである。また、後に次の属も本科に所属するべきものと提案された。
- Sphondylocepalum

以下、各属の特徴を簡単に説明する。
- Reticulocephalis Benny  R. K. Benjamin et P. M. Kirk, 1992[5]

胞子形成部には発達した柄はない。分枝して渦巻き状になった枝の先端は不実で、その一部は粘着性を持つ。先端の1つか2つ以外はその基部の細胞から柄のある胞子形成細胞が出て、その頂嚢の周りに柄があって表面の滑らかな小胞子嚢をつける。2種知られる。
- Sigmoideomyces Thaxter, 1891[6]

胞子形成部には発達した柄がない。その枝はほぼ二叉分枝に枝分かれし、時に10回も分岐する。枝はＳの字なりにらせん状にねじれ、それぞれの枝の先端は不実の棘となる。この分岐点のうち先端数個より下のものでは、胞子形成細胞が対をなして出る。胞子形成細胞は短い柄の先の頂嚢の形を取り、その表面に短い柄のある小胞子嚢をつける。3種が知られる。
- Sphonocephalum Starpers, 1974[7]

胞子形成部の柄から輪生状に出た長い柄の先の胞子形成細胞をつける。この柄には隔壁がある。胞子形成細胞は頂嚢であり、その表面に分生子状の胞子を形成する。この胞子の表面には網状の紋がある。
- サムノケファリス Thamnocephalis Blakeslee, 1905[8]

胞子形成部には明確な柄があり、基質より上に抜き出て胞子をつける。柄の基部には仮根が形成される。胞子形成部は先端がらせん状に緩やかに巻いた枝の集まりで、それらの枝は2叉分枝し、その分枝の基部の細胞からそれぞれ2個ずつ先端が丸く膨らんだ頂嚢を出し、その頂嚢の表面に多数の分生子状の胞子をつける。3種が知られる。
- シグモイデオミケスの胞子形成部全体図
直立する柄は短い。
- サムノケファリスの胞子形成部全体図
直立する長い柄がある。
- 同、胞子形成枝の一部

## 経緯
これらの多くが古くに記載されて後、長らく謎とされてきたものである。そのほとんどは不完全糸状菌として記載された。これは今では接合菌のケカビ目の群として普通に認められているクスダマカビ Cunninghamellaもそうであったし、いずれもその胞子は分生子としての特徴を見かけ上は示しているために当然ではあった。
最初に記載されたのはシグモイデオミケス属の S. dispiroides であり、Thaxter が1891年に記載した。ただしここで観察に用いられたのは野外で発見された胞子形成部のみで、栄養菌糸体などの情報は一切ない。この菌はそれ以降長く発見されなかった。同属のものとしては他に2種が1913年と1923年に記載されたが、それらも原記載以降発見されなかった。このためにこの属は存在そのものが疑問視されることもあった。
サムノケファリス属も同様な経緯を辿る。タイプ種の T. quadrupendata はBlakesleeによって1905年に記載され、やはりその後発見されなくなった。ただしこれは培養下で経時観察がなされたものであり、原記載がより詳細で、また図版も充実していたためか、存在が疑われることはなかった。同属の別種が1964年に発見されているがこれもそれだけであった。
それらの存在と素性を明確にしたのがBenny et al.(1992)で、彼らは上述のようにコケロミケスを宿主とすることで培養に成功し、この2属の新種を発見し、菌寄生菌であることを示しつつ既知種についてもまとめなおし、さらに近縁の新属新種としてレティキュロケファリスを記載し、それらをまとめる分類群としてシグモイデオミケス科を提起した。
最後の属、Sphonocephalum も上記2属と似た経緯を辿った。この属の種、S. verticillatum は実は先述のThaxter(1891)で新種記載されており、ただし不完全菌として Oedocephalum verticillatum とされていた。ちなみに同時に後にクスダマカビ属に移された O. echinulatum もここで記載されている。件の種はそれ以降全く発見されず、しかし1974年にStarpersがこの属を見直した際に、原記載の記述のみを元にこの種がこの属に含められないものであると判断し、その上に他に適する属もないと言うことで、新属として独立させた。これが日本でサンショウウオ類とイモリ類の糞から再発見され、やはりBasidiobolusに寄生するものであることが確認され、本科に属するものであることが分子系統の結果でも裏付けられている。

## 系統関係
上記のような経緯を持っているために、その分類上の位置などに関する論議は成り立ちがたかった。主として取り上げられたのはサムノケファリスのみであるが、多くの場合、クスダマカビに近縁なものとの判断があるのみで、それに基づいてクスダマカビと共にコウガイケカビ科 Choanephoraceae やクスダマカビ科 Cunninghamellaceae などに位置づけられてきた。
しかしBenny et al.(1992)でその素性が明らかになってきたことで俎上に載るようになった。Benny et al.(1992)では彼らはこの科を独立させる根拠として、以下のような点でクスダマカビ科と異なっていると指摘した。
- 胞子形成枝が2叉分枝を繰り返し、また多くの隔壁を生じること(クスダマカビ科のものでは仮軸状か輪生状に分枝し、また多核体である)。
- 胞子形成部である頂嚢が柄を持って同じ位置から対をなして生じること(クスダマカビ科のものでは個別に生じる)。
- 不実の棘を有すること。

彼らはそれ以外のケカビ目の科とも本科を比較して本科の独立性を主張しているが、本科がケカビ目に所属するべきかという点については特に論議することなく、当然そうであるものであると認めている。
しかしその後、それまでケカビ目に含めてあったエダカビ科 Piptocephalidaceae とヘリコケファルム科 Helicocephalidaceae に併せて本科を、それまでトリモチカビ科 Zoopagaceae とゼンマイカビ科 Cochlonemataceae のみが含まれていたトリモチカビ目 Zoopagales に移すことをBenjaminが1979年に提案した。この理由の1つは、これらの菌が共に分節胞子を形成するもので、特にエダカビ科のそれは分節胞子嚢であることが明らかであったため、これらいずれもが分節胞子嚢を形成する点で共通する、というものであった。これに対して犀川(2012)は元々トリモチカビ目に属していた2科のそれは分節胞子嚢ではなく分生子である点を指摘して疑問を呈している。
しかしながらこの変更の理由にはこれらの菌が絶対寄生菌であり、また寄生に際しては宿主内部に吸器を挿入する形を取ることなども考慮されている。これ以外のケカビ目菌類にも寄生性のものはあるが、それらは条件的寄生菌で腐生的に生育することも可能であり、また寄生に際しては接触面を作り、あるいはそこにゴールを形成することはあっても吸器は形成しない。そのためこの変更は後の多くの研究者が支持した。
現在はこのような問題は分子系統によって検討されるのではあるが、希少で培養困難なものが多いなど問題が多く、この群ではなかなか進んでいない。それでも本群がトリモチカビ目の他群と共に単系統をなすらしいことは一応示されており、少なくともサムノケファリスはその単系統群に所属し、その中でもハリサシカビ属 Syncephalis と1つのクレードを作る、との結果が出ている。